# Marco Sieber
Marco Alain Sieber (Burgdorf, Gennaio 1989) è un astronauta svizzero. Nel novembre 2022 è stato selezionato come astronauta dell'Agenzia spaziale europea; ha iniziato l'addestramento astronautico di base di un anno al Centro europeo per gli astronauti a Colonia in Germania nell'aprile 2023.